# Toray Arrows (piłka siatkowa kobiet)
Toray Arrows - żeński klub piłki siatkowej z Japonii. Został założony w 2000 roku z siedzibą w mieście Ōtsu. Występuje w V.League. 

## Sukcesy
Mistrzostwo Japonii:
- 2007/2008, 2008/2009, 2009/2010, 2011/2012
- 2003/2004, 2010/2011, 2012/2013, 2018/2019, 2020/2021, 2022/2023[1]
- 2002/2003, 2013/2014, 2015/2016, 2021/2022[2]

Puchar Cesarza:
- 2007, 2011

Puchar Kurowashiki:
- 2019

## Obcokrajowcy w klubie
| Lata gry  | Imię i nazwisko          | Pozycja               |
| --------- | ------------------------ | --------------------- |
| 2024-     | Juliët Lohuis            | środkowa              |
| 2023-     | Sylvia Nwakalor          | atakująca             |
| 2018-2023 | Jana Matiašovská-Ağayeva | przyjmująca atakująca |
| 2017-2018 | Kadie Rolfzen            | przyjmująca           |
| 2016-2017 | Carly Wopat              | środkowa              |
| 2015-2016 | Tetori Dixon             | środkowa              |
| 2013-2014 | Yonkaira Peña            | przyjmująca           |
| 2012-2013 | Stephanie Enright        | przyjmująca           |
| 2011-2012 | Manon Flier              | atakująca             |
| 2010-2011 | Liesbet Vindevoghel      | przyjmująca           |
| 2009-2010 | Cynthia Barboza          | przyjmująca           |
| 2007-2008 | Bethania de la Cruz      | przyjmująca           |
| 2005-2006 | Jelena Nikolić           | przyjmująca           |
| 2002-2003 | Mira Golubović           | środkowa              |